# Alfred Pringsheim
Alfred Israel Pringsheim (Oława, 2 settembre 1850 – Zurigo, 25 giugno 1941) è stato un matematico e mecenate delle arti tedesco.
Sua figlia Katia Pringsheim fu moglie dello scrittore Thomas Mann.

## Famiglia e carriera accademica

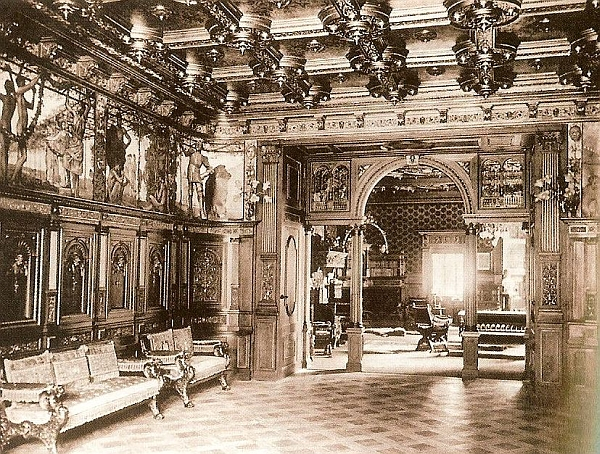
Il Palazzo Pringsheim, al numero 12 della Arcisstraße, fu il principale centro della vita sociale di Monaco sino a tutti gli anni 20

Alfred Pringsheim proveniva da una ricca famiglia di mercanti slesiani d'origini ebraiche. Era il primogenito e l'unico maschio dell'imprenditore ferroviario e titolare di miniere carbonifere Rudolf Pringsheim (1821-1901) e della moglie Paula Deutschmann (1827-1909). Ebbe solo una sorella minore, Martha.
Pringsheim frequentò il Maria Magdalena Gymnasium a Breslavia, dove eccelse nella musica e nella matematica. A partire dal 1868 iniziò a studiare matematica e fisica a Berlino ed all'Università Ruprecht Karl di Heidelberg.
Nel 1872 conseguì un dottorato in matematica, studiando sotto la guida di Leo Königsberger. Nel 1875 si trasferì da Berlino, dove vivevano i suoi genitori, a Monaco di Baviera per conseguire la propria abilitazione. Due anni dopo divenne professore incaricato all'Università Ludwig Maximilian di Monaco. 
Nel 1886 Pringsheim fu nominato professore associato di matematica nello stesso istituto, ottenendo la cattedra nel 1901, sino al suo ritiro con il titolo di professore emerito nel 1922. Eletto membro dell'Accademia Bavarese delle Scienze nel 1898, mantenne tale posizione sino al 1938 e venne ammesso nell'Accademia delle Scienze di Gottinga. Inoltre Pringsheim conseguì l'ingresso nell'Accademia Cesarea Leopoldina, la più antica accademia di scienze naturali tedesca.
Nel 1878 sposò a Berlino l'attrice Gertrude Hedwig Anna Dohm (1855–1942), figlia della famosa sostenitrice berlinese dei diritti femminili Hedwig Schlesinger-Dohm (1831-1919). La coppia ebbe cinque figli: Erik (nato nel 1879), Peter (nato nel 1881), Heinz (nato nel 1882) e due gemelli nati nel 1883, Klaus e Katherina, detta Katia.
Il primogenito Erik venne esiliato in Argentina a causa del suo stile di vita dissoluto e dei suoi debiti di gioco e morì lì in giovane età. Peter e Klaus seguirono le inclinazioni accademiche paterne, ottenendo docenze in fisica e composizione musicale. Heinz divenne un archeologo, conseguendo un dottorato in questo campo. Katia fu la prima donna a Monaco a conseguire l'Abitur necessaria per accedere all'Università ed una delle prime studentesse attive all'Università di Monaco. In seguito interruppe però i suoi studi per sposare lo scrittore e futuro Premio Nobel per la Letteratura Thomas Mann.
Nel 1889 la famiglia Pringsheim si trasferì al numero 12 dell'Arcisstraße, in una villa in stile neorinascimentale progettata dagli architetti berlinesi Kayser & von Großheim ed il cui arredamento interno era stato fornito da Johann Wachter e dal designer di Corte O. Fritsche di Monaco. Il cosiddetto Pringsheim Palace divenne ben presto il maggior centro  della vita sociale e notturna di Monaco.
Accanto alla matematica, sin dalla giovinezza Pringsheim si era interessato attivamente di musica, adattando numerose composizioni di Richard Wagner per il pianoforte. In seguito egli s'interessò alla teoria ed alla storia dell'arte, raccogliendo importanti collezioni di maioliche, ceramiche e dipinti. Nel romanzo Altezza Reale, Thomas Mann ritrasse il suocero nel personaggio di Samuel Spoelman.

## Ricerche matematiche
Nell'analisi matematica, Prigsheim studiò le funzioni reali e complesse, seguendo l'approccio della serie di potenze della scuola di Karl Weierstraß. Pubblicò numerosi lavori incentrati sull'analisi complessa, con una specifica attenzione alla serie divergente nelle serie infinite ed al limite delle funzioni analitiche.
Il teorema di Pringsheim inerisce alla convergenza di una serie di potenze con coefficienti reali non negativi. Comunque la dimostrazione originale da lui fornita conteneva un errore collegato alla convergenza uniforme, ed una corretta prova venne fornita da Ralph P. Boas. Il Teorema di Pringsheim è utilizzato nella combinatoria analitica e il Teorema di Perron-Frobenius degli operatori positivi si usa negli spazi vettoriali ordinati.
Accanto alla sua ricerca nell'analisi, Pringsheim scrisse anche articoli per l'Enciclopedia delle Scienze Matematiche sui fondamentali dell'aritmetica sulla teoria numerica e pubblicò quaderni negli Annali della Matematica. In qualità di ufficiale dell'Accademia Bavarese delle Scienze, egli registrò i verbali degli incontri scientifici da questa tenuti.
Pringsheim ed Ivan Śleszyński, lavorando separatamente, provarono quello che oggi è noto come il Teorema di Śleszyński–Pringsheim sulla convergenza di alcune frazioni continue.

## Amicizia con la famiglia Wagner
Pringsheim possedeva un profondo, precoce interesse per la musica e fu affascinato in particolare dai lavori di Richard Wagner, con cui corrispose personalmente, portando con sé questa corrispondenza quando venne costretto all'esilio in Svizzera. Le sue inclinazioni musicali lo indussero alla pubblicazione di numerosi arrangiamenti di opere di Wagner. Inoltre egli scrisse su problemi musicali.
Il suo legame con Wagner fu così intenso che Pringsheim lo sostenne finanziariamente in misura significativa, anche nell'ambito del Festival musicale di Bayreuth. Quale segno di gratitudine, ricevette un certificato che lo nominava mecenate, con il diritto di aver garantito un posto a sedere in specifiche rappresentazioni. Nelle sue memorie, con riferimento alla conoscenza di Wagner e suo nonno, Erika Mann scrisse che il professor Pringsheim era stato addirittura coinvolto in un duello perché qualcuno aveva insultato Wagner.

## Declino finanziario
La fortuna della sua famiglia aveva reso Pringsheim un uomo ricco. Egli disponeva inoltre di un considerevole stipendio mensile in quanto cattedratico universitario. Nel 1913, con la morte del padre, il cui palazzo berlinese rendeva la pur famosa Villa Pringsheim al confronto una dimora piccola e discreta, ebbe a propria disposizione un patrimonio ammontante a 13 milioni di marchi ed una rendita annuale di 800.000 marchi, cifre che oggi equivarrebbero rispettivamente a 10,5 milioni di euro e 646 000 euro.
Il suo declino finanziario cominciò con la prima guerra mondiale. In quanto "patriota tedesco" egli sottoscrisse prestiti di guerra, che persero il loro valore nominale dopo la fine del conflitto, perdendo in tal modo la maggior parte del suo capitale. A ciò si aggiunsero gli effetti della disastrosa inflazione del 1923 e del 1924, che comportarono ulteriori alte perdite. In conseguenza di ciò, egli dovette vendere parte della sua collezione artistica, che probabilmente includeva un murale di Hans Thoma. Di qui il suo ironico commento «Vivo dalla parete alla bocca».

## Persecuzione nazista
Pringsheim si considerava un cittadino tedesco che non seguiva più le "credenze mosaiche" (facendo con ciò riferimento all'Ebraismo Ortodosso), ma, pur consentendo ai figli di convertirsi al Luteranesimo, declinò più volte gli inviti a battezzarsi.
All'avvento del regime nazista, Pringsheim, soprattutto a causa dall'età (aveva ottantatré anni) si rifiutò di emigrare, come aveva fatto la maggior parte della sua famiglia, e preferì rimanere con la moglie in Germania. Quando ebbe inizio la persecuzione della popolazione ebraica e l'espropriazione dei loro beni, egli si trovò però costretto a subire in tutta la sua asprezza il percorso d'umiliazioni e di revoca dei diritti che il regime aveva programmato per i tedeschi di origine ebrea.
In un primo momento, non gli fu consentito di abbandonare il paese.
Già nel 1933 il suo palazzo era stato espropriato, tramite una vendita forzosa, dal Partito Nazionalsocialista Tedesco dei Lavoratori; l'edificio fu demolito, e al suo posto sorse la cosiddetta Führerbau, un edificio dell'amministrazione del Partito, in cui si tennero tutte le adunate naziste fino al 1945 e che oggi ospita l'Istituto di Storia dell'Arte dell'Università di Monaco e gli uffici della Collezioni Statali di Antichità  di Monaco, oltre ad altre strutture amministrative.
Winifred Wagner non fu in grado di aiutare l'antico ammiratore di Ruchard Wagner. Solo attraverso l'intervento di Karl Haushofer (futuro rettore dell'Università di Monaco, suo precedente vicino e amico di Rudolf Hess) e del matematico Oskar Perron, che era stato suo studente, ma anche grazie all'iniziativa di un coraggioso membro delle SS che procurò i passaporti all'ultimo minuto, i coniugi Pringsheim riuscirono ad abbandonare la Germania per Zurigo il 31 ottobre 1939, dopo aver sofferto ulteriori umiliazioni. Con i proventi ricavati dall'asta forzosa e celere imposta dai Nazisti sulla sua collezione di maioliche gli fu possibile pagare la cosiddetta Reichsfluchtsteuer (tassa di diserzione).
Alfred Pringsheim morì il 25 giugno del 1941 a Zurigo. La moglie, a quanto si sa, bruciò tutti gli effetti personali che il marito aveva portato con sé in Svizzera, comprese le lettere di Wagner. Ella morì l'anno successivo.

## Pubblicazioni
- Daniel Bernoulli – Versuch einer neuen Theorie der Wertbestimmung von Glücksfällen, 1896
- Irrationalzahlen und Konvergenz unendlicher Prozesse, Leipzig 1898
- Über Wert und angeblichen Unwert der Mathematik – Address presented at a public meeting of the royal Bavarian Academy of Sciences, Munich, on the occasion of the 145th Endowment Day on 14 March 1904
- Uber Konvergenz und Funktionentheoretischen Charakter Gewisser Limitar-Periodischer Kettenbruche, Munich 1910
- Majolica, Leiden 1910
- Über den Taylorschen Lehrsatz für Funktionen einer reellen Veränderlichen, offprint of the Royal Academy of Sciences, 1913
- Majolikasammlung Alfred Pringsheim in München, Leiden 1914
- Vorlesungen über Zahlenlehre – first volume, part 2 (I.2) Unendliche Reihen mit Reellen Gliedern, Leipzig 1916
- Über singuläre Punkte gleichmässiger Konvergenz – presented on 6 December 1919 in Munich at the Bavarian Academy of Sciences (Minutes of the Bavarian Academy of Sciences, Mathematical-Physical Division; offprint 1919)
- Grundlagen der allgemeinen Funktionenlehre
- Vorlesungen über Funktionslehre. Erste Abteilung: Grundlagen der Theorie der analytischen Funktionen einer komplexen Veränderlichen, Leipzig and Berlin 1925
- Vorlesungen über Zahlen- und Funktionenlehre, 2 vol. (Bibliotheca Mathematica Teubneriana, volumes 28,29). Leipzig, 1916–1932
- Kritisch-historische Bemerkungen zur Funktionentheorie, Reprint 1986 ISBN 3769640713